# Indijk (Frise)
Pour les articles homonymes, voir Indijk.
Indijk (en frison : Yndyk) est un village de la commune néerlandaise de Súdwest-Fryslân, situé dans la province de Frise. 

## Géographie
Le village est situé dans l'ouest de la Frise, au sud-ouest de la ville de Sneek.

## Histoire
Indijk fait partie de la commune de Wymbritseradiel jusqu'au 1er janvier 2011, où celle-ci est fusionnée avec Bolsward, Nijefurd, Sneek et Wûnseradiel pour former la nouvelle commune de Súdwest-Fryslân.

## Démographie
Le 1er janvier 2017, le village comptait 105 habitants.